# Język assiniboine
Język assiniboine albo nakoda – język z rodziny siouańskiej, używany w przeszłości przez plemiona Assiniboinów w prowincji Saskatchewan na terytorium Kanady i w stanie Montana w USA. Obecnie językiem tym jako ojczystym posługuje się około 200 ludzi, w większości ze starszego pokolenia. 

## Fonetyka
W języku assiniboine występują następujące spółgłoski: 
|               |               | Wargowe | Dziąsłowe | Palatalne | Welarne | Krtaniowe |
| ------------- | ------------- | ------- | --------- | --------- | ------- | --------- |
| Zwarte        | Przydechowe   | pʰ      | tʰ        | ʧʰ        | kʰ      |           |
| Zwarte        | Ejektywne     | pʹ      | tʹ        | ʧʹ        | kʹ      | ʔ         |
| Zwarte        | Dźwięczne     | b       | d         | ʤ         | ɡ       |           |
| Szczelinowe   | Bezdźwięczne  |         | s         | ʃ         | x       | h         |
| Szczelinowe   | Ejektywne     |         | sʹ        | ʃʹ        | xʹ      |           |
| Szczelinowe   | Dźwięczne     |         | z         | ʒ         | ɣ       |           |
| Nosowe        | Nosowe        | m       | n         |           |         |           |
| Półspółgłoski | Półspółgłoski | w       |           | j         |         |           |

Występuje też siedem samogłosek, w tym pięć samogłosek ustnych: i, u, e, o i a oraz trzy samogłoski nosowe: į (i nosowe), ų (u nosowe) i ą (a nosowe).